# Alfonso Castaldi
Pour les articles homonymes, voir Castaldi.
Alfonso Castaldi, né le 23 avril 1874 à Maddaloni – mort le 6 août 1942 à Bucarest, est un compositeur, chef d'orchestre et pédagogue roumain d’origine italienne.

## Biographie
Il fut l’élève de P. Serrao au conservatoire de Naples, de Francesco Cilea et Umberto Giordano au conservatoire de Milan. À l’âge de 18 ans, il quitte l’Italie, où il ne reviendra plus, pour Bucarest, où il fut chef d’orchestre et de 1905 à 1940 professeur de composition, harmonie et contrepoint au conservatoire de la ville. Il a également enseigné la guitare et le violon à Galați. Cofondateur de la Societatea compozitorilor români en 1920, il a créé la société musicale Tinerimea simfonică. Il a composé des œuvres pour le théâtre, deux opérettes, des symphonies, de la musique pour chœur ainsi que de la musique de chambre.
Le compositeur Mihail Andricu a été son élève.

## Source
- (it) Cet article est partiellement ou en totalité issu de l’article de Wikipédia en italien intitulé « Alfonso Castaldi » (voir la liste des auteurs).